# قصص بطوطية

مغامرات عم دهب المترجمة إلى اللغة العربية.

قصص بطوطية هو مسلسل رسوم متحركة أمريكي مدة كل حلقة 25 دقيقة من إنتاج شركة والت ديزني، عرض بداية من عام 1987 لينتهي عام 1990، ويتكون المسلسل من 4 مواسم ومن إجمالي 100 حلقة.
تم البث بين 18 سبتمبر 1987 و 28 نوفمبر 1990 في المشاركة 1،2. كانت أول سلسلة رسوم متحركة من : تلفزيون والت ديزني أنيميشن.
في 8 مارس 2016 ، أصدرت ديزني اكس دي عرض للقصص البطوطية . و تم بث الحلقة التجريبية المزدوجة في سبتمبر 2017.
يتابع المسلسل مغامرات البطات الثلاث سوسو، توتو ولولو مع عمهم دهب، بينما يظهر أحيانا عمهم بطوط.
عرض المسلسل في الوطن العربي لأول مرة عام 1997 على قناة ديزني العربية، لينال أعجاب الكثيرين من متابعي القناة.

## الخلاصة
تتميز هذه السلسلة بشخصيات من عالم بط ديزني ، وبشكل رئيسي العم دهب وأحفاده سوسو و توتو و لولو (أحيانا بطوط) يسافرون حول العالم بحثًا عن الكنوز المفقودة، و عندما لا يذهبون في مغامرة، يكون الثلاثة في خزنة العم دهب مع روبي ، ويواجهون بمكر أعداء عمهم.

## الشخصيات
الشخصيات هي من القصص المصورة الأصلية للرسام كارل باركس

### الشخصيات الرئيسية
scrootge mak duck (عم دهب): أغنى شخص في العالم ، وكذلك الشخصية الرئيسية في السلسلة. إنه يبحث باستمرار عن طرق الثراء. الشيء الوحيد الذي يساوي الملياردير أكثر من المال هو العائلة. وهكذا ، كان ذهب مغامرًا معروفًا ، حتى فقد الرغبة في المغامرة على مر السنين. و لا يعود للمغامرة غالبا الا بصحبة ابن أخته بطوط و الثلاثة الصغار.
بطوط : هو ابن أخت دهب ،. قبل سنوات ، رافق شقيقته مع عمه دهب في مغامرات عديدة ، ولكنهما انفصلا ولم يشاهد أحدهما الآخر منذ عشر سنوات. بعد ذلك بعشر سنوات ، التقى ذهب بأبناء ابن اخته سوسو و لولو و توتو و منذ ذلك الحين ، سيصبح بطوط مرة أخرى المغامر العظيم الذي كان عليه من قبل.
سوسو ولولو وتوتو: هؤلاء هم أبناء أخت بطوط و اسمها دليلة. لكل منهم شخصيات مختلفة: لولو هو الأكثر ذكاءً في الثلاثي ، و سوسو الأكثر مغامرة وتوتو هو الأسهل للعيش معه. عندما تتراوح أعمارهم بين 11 و 12 عامًا ، حيث يكون لولو الأكبر سنًا وسوسو الأصغر ، التقوا عمهم الكبير البخيل.
روبي فاندركواك: بطة صغيرة ترافق سوسو و لولو و توتو في مغامراتهم مع عمهم ، تواجه صعوبة في الاندماج في مجموعة الأولاد. تعجب بشخصية بطوط ، و تعتبره «المغامر الأعظم في كل العصور».
آنسة سريعة: هي مدبرة منزل دهب و جدة روبي.
فلاجادا جونز: إنه طيار ذهب . حتى لو كان قادرًا على قيادة طائرة ، فإنه لا يستطيع تجنب وقوع حادث عندما يكون مسيطرًا عليها ، على الرغم من أنه جيد بشكل عام.

### الشخصيات الثانوية
محظوظ  : ابن عم بطوط ، والمعروف بحظه المذهل. إلى جانب ذلك ، يظل مزعجا لبطوط و ذهب كثيرًا ، الذين لا يفهمون كيف يمكنه كسب الكثير دون أن يعمل!
عبقرينو : هو عالم وأحيانًا مخترع غريب قليلاً يعمل غالبًا لأجل ذهب .
غولدي أوجيلت: صاحبة مقهى ولديها علاقة حب قديمة مع دهب ...
لودفيج فون دريك: عالم غريب آخر هو أيضا عم دونالد.
لينا دي سپل: هي «ابنة أخت» سونيا الساحرة ، تخفي هذه البطة المراهقة أسرارًا عديدة ولكنها أيضًا مغامرة مخضرمة وأفضل صديقة لروبي!
جيرار مينتور : محاسب للعم ذهب
البط بوبا ، و هو ذكر بط صغير من عصور ما قبل التاريخ يأتي من الماضي مع أبطال السفر عبر الزمن للقاء مع فرفور و زرزور و لولو و روبي بالحاضر.

#### الأشرار
ذهبان غولمولد: منافس كبير لـ ذهب ، وهو ثاني أغنى رجل في العالم ، كسب ثروته بنفسه . في كثير من الأحيان يكون غير كفء وأخرق ،
عصابة القناع الأسود : إنهم عائلة من المجرمين المحترفين ، ويحاولون باستمرار سرقة البنوك أو خزنة Picsou. عدد لا يحصى منهم ، يقودهم ربّ شديد ، ما رابيتو.
مارك: الملياردير الشاب في التقنيات الجديدة ، يهتم بصورته وشعبيته أكثر من ثروته. ذهب و ذهبان يتفقان فقط على شيء واحد ، وهو أن مارك منقار خائن لا يطاق.
الساحرة سونيا : بطة ساحرة شابة تريد الاستيلاء على قرش الحظ الخاص بذهب لتصبح غنية.
و خلال 35 حلقة من الموسم الثاني ، تظهر العديد من الشخصيات الجديدة .

## أصوات

### الأصوات الأصلية
آلان يونغ: عم دهب
روسي تايلور: سوسو ولولو وتوتو وروبي
تيري ماكغوفرن: فلاغادا جونز
جوان جربر: جدة روبي
هال سميث: ذهبان
جون فوراي: الساحرة سونيا

### الأصوات العربية
مؤمن البرديسي (عم دهب)
تغريد العصفوري (كركور، فرفور, زرزور)
محمود تاجي (هندباد مكوك)
سلوى محمد علي (بهيجة هانم)
إلهام غسال (روبي)
سامح الأغا (عبقرينو قلاووظ)

## كومكس (قصص مصورة)
ظهرت العشرات من سلاسل القصص المصورة لقصص بطوطية في بالولايات المتحدة الأمريكية (ديزني) و تمت ترجمتها لعدة لغات.
بفرنسا و بداية بالعدد 202 من مجلة Super Picsou Géant وعدد آخر من مجلة Le Journal de Mickey ،، بدأ نشر القصص المصورة للسلسلة الجديدة من قصص بطوطية من تأليف جو كاراماجنا ، لوكا أوساي ، لوسيو دي جوزيبي ، جيانفرانكو فلوريو ، جوزيبي فونتانا ، داريو كالابريا ، باولو كامبينوتي ، أندريا جرابي و روبرتا زانوتا.
الشخصيات هي نفسها ، مع نفس الخصائص ، ولكن تجدر الإشارة إلى أن توتو (ذو اللباس الأخضر) جيد جدًا في الأعمال التجارية ولا يتردد في استثمار أقل الخدمات التي يقدمها ، وأن لولو هو الشخص الوحيد الذي يرتدي قبعة.

## وصلات خارجية
- الموقع الرسمي
- قصص بطوطية على موقع IMDb (الإنجليزية)
- قصص بطوطية على موقع ميتاكريتيك (الإنجليزية)
- قصص بطوطية على موقع روتن توميتوز (الإنجليزية)
- قصص بطوطية على موقع روتن توميتوز (الإنجليزية)
- قصص بطوطية على موقع أول موفي (الإنجليزية)
- قصص بطوطية على موقع فيلمافينيتي (الإسبانية)
- قصص بطوطية على موقع كينوبويسك (الروسية)
- قصص بطوطية على موقع ألو سيني (الفرنسية)
- قصص بطوطية على موقع ميوزك برينز (الإنجليزية)
- قصص بطوطية على موقع قاعدة بيانات الفيلم (الإنجليزية)
- DuckTales في قاعدة بيانات الرسوم المتحركة الكبيرة

لم يتم العثور على روابط لمواقع التواصل الاجتماعي.